# Horse Haven: World Adventures
 (septembre 2017).
Si vous disposez d'ouvrages ou d'articles de référence ou si vous connaissez des sites web de qualité traitant du thème abordé ici, merci de compléter l'article en donnant les références utiles à sa vérifiabilité et en les liant à la section « Notes et références ».
Horse Haven: World Adventures est un jeu vidéo développé par Ubisoft Shanghai et édité par Ubisoft sorti en 2015 sur iOS et Android. Il est disponible gratuitement sur l'Apple Store et le Google Play.

## But du jeu
Horse Haven: World Adventures est un jeu de gestion d'un ranch ayant à la fois une activité d'élevage de chevaux et d'agriculture. Le joueur doit aider sa cousine Amy à restaurer le vieux ranch familial et de le transformer en paradis pour chevaux. Il faudra donc voyager dans le monde entier pour soigner et aider ses animaux. Le but est de faire évoluer la ferme en construisant de nouveaux habitants et en accueillant de nouveaux chevaux.
Il faudra donc voyager dans le monde entier pour soigner et aider ses animaux. Le développement du ranch se fait à travers les voyages que nous effectuons puisque chaque nouvel endroit visité permet de débloquer de nouveaux bâtiments, cultures et races de chevaux. Les joueurs peuvent décorer leur ranch, et se liguer avec d'autres ranchs du monde entier.

## Système de jeu
Le jeu repose sur l'amélioration de chaque cheval entrainé puisque le joueur a la possibilité de le faire participer à des steeplechases dans le monde. On peut également mettre ses propres amis au défi pour remporter des trophées ou d'autres récompenses.
Pour bien élever ses chevaux, le joueur doit les toiletter, les nourrir ou encore les soigner. Il existe de nombreuses races de chevaux à éduquer comme le trotteur américain, Quarter, Mustang, Appaloosa, etc. On peut également personnaliser nos montures avec de nombreuses selles ou des accessoires colorés.
Il existe diverses activités pour montrer l'affection porté à son cheval comme le fait de le brosser ou de le balader.